# Pacentro
Pacentro là một đô thị thuộc tỉnh L'Aquila trong vùng Abruzzo Ý. Đô thị này có diện tích 71 km², dân số 1279 người. Các làng trực thuộc: Passo San Leonardo. Các đô thị giáp ranh gồm: Campo di Giove, Cansano, Fara San Martino (CH), Lama dei Peligni (CH), Palena (CH), Sant'Eufemia a Maiella (PE), Sulmona, Taranta Peligna (CH)